# Zuivelmuseum
Het Zuivelmuseum is een museum in de Belgische gemeente Blankenberge gewijd aan de zuivelindustrie. Het museum bevat een permanente tentoonstelling van oud zuivelmateriaal uit de Lage Landen. De tentoonstelling beschrijft de geschiedenis van de zuivelindustrie in zowel Vlaanderen als Nederland vanaf het begin van de 16e eeuw tot het heden. 
Het museum bezit onder andere een collectie oude boterkarnen, boterkneders, kaaspersen, afromers, melkflessen, laboratoriummateriaal en allerhande specifieke gebruiksvoorwerpen. Daarnaast worden ook historische prenten, affiches en foto's getoond om het hele zuivelproductieproces te illustreren vanaf het winnen van de melk, over de boter- en kaasproductie tot de verkoop door de melkboer op de markt en aan huis.